# Ose
Ose (Vespidae) su porodica kukaca iz reda opnokrilaca (Hymenoptera). U odnosu na svrstavanje ove porodice u sistematiku kukaca ne postoji jedinstveni stav znanstvene zajednice, pa ju tako dio zajednice svrstava u natporodicu žalčara, dok ju dijelovi zajednice svrstavaju u takson pod istim imenom. Porodica se sastoji od gotovo 5.000 vrsta, od kojih oko 100 živi u Srednjoj Europi. Način života različitih vrsta je različit. Vrste iz potporodica Polistinae i Vespinae su zadružne dok su vrste iz potporodica Eumeninae, Euparagiinae i Masarinae samotarke.

## Općenito
To su srednje veliki opnokrilci najčešće upozoravajućih crno žutih boja. Imaju vitko i glatko tijelo, a usni organi su im preobraženi za lizanje i griženje. Za razliku od pčele ose ima drugačiji žalac kojim mogu ubosti i nekoliko puta.
Nastambe zadružnih osa nazivaju se osinjacima, a grade ih na drveću, zapuštenim kućama i barakama, u tlu, na stabljikama biljaka a samo neke vrste ih pune medom. Društvene ose grade gnijezda od sažvakanih biljnih vlakana koja su nakon njihove prerade nalik na papir. Iz tog materijala grade stanice koje spajaju u saće. Ako naprave više redova takvih saća, sve zajedno omataju lisnatom ovojnicom dok samo s donje strane ostavljaju mali otvor za ulaz.
U umjerenom području samo sparena ženka ose koja preživi zimu ispod kamenja, mahovine i sl. u proljeće osniva osinjak i sama podiže prvu generaciju potomstva. Njezini potomci kasnije grade i proširuju osinjak u kojem hrane ličinke. Tijekom ljeta javljaju se i nešto veće radilice koje nose neoplođena jajašca iz kojih se kasnije kote mužjaci.
U tropskim krajevima ose žive u zajednicama koje se zimi ne raspadaju, već imaju trajne nastambe - osinjake. Ose koje žive u tim krajevima roje se (dijele) poput pčele medarice.
Samotarke grade svoja gnijezda u pijesku, na bilju, od gline ili sažvakanog biljnog materijala, i same podižu potomstvo.

## Prehrana osa
Hrane se slatkim tvarima i medom koji neke vrste skupljaju i čuvaju u saću. Ličinke hrane bjelančevinama sažvakanog ulovljenog plijena poput gusjenica, pauka, pčela, lisnih ušiju i ostalih kukaca koje uspiju uhvatiti. Ličinke izlučuju bistru tekućinu s velikim postotkom aminokiselina čime se zatim hrane odrasle jedinke (sastav aminokiselina razlikuje se od vrste do vrste) jer odrasle ose ne mogu probaviti bjelančevine.

## Žalac i ubod
Za razliku od pčele osa ima drugačiji žalac kojim može ubosti i nekoliko puta. Žalac ose potpuno gladak je poput igle. Ubod ose može biti bolan, a zbog veće količine ispuštenog otrova mogu se javiti i alergijske reakcije. Osobe alergične na ubod ose trebaju mjesto uboda tretirati čistom vodom i što prije se javiti najbližem liječniku zbog stručne pomoći.

## Vrste osa
Neke poznatije vrste osa: 
- Galska osa (Polistes gallicus) - gradi male osinjake od jednog otvorenog sata na tavanima, pod crjepovima, ispod kamena i sličnim zaštićenim mjestima.
- Šumska osa (Dolichovespula silvestris)
- Obična osa (Vespula vulgaris, ponekad i Paravespula vulgaris) - gradi velika gnijezda, slična stršljenovim, ali ispod zemlje.
- Europski stršljen (Vespa crabo)

## Poveznice
- Kukci

## Vanjske poveznice
- Paper wasp Polistes dominulus reference photographs, descriptions, taxonomy
- Polistes dominulus facial markings indicating dominance